# Адам Богдан
Адам Богдан (угор. Bogdán Ádám, нар. 27 вересня 1987, Будапешт, Угорщина) — угорський футболіст, воротар «Ференцвароша». Грав за національну збірну Угорщини.

## Клубна кар'єра
У дорослому футболі дебютував 2005 року у клубі «Вашаш», однак жодного матчу за основний склад так і не зіграв. Частину 2006 року перебував в оренді в клубі «Вечеш».
Своєю грою привернув увагу представників тренерського штабу англійського «Болтон Вондерерз», до складу якого приєднався 2007 року. У 2009 році на один сезон був відданий в оренду клубу «Кру Александра», в якому, втім, практично не грав, після чого продовжив виступи за «Вондерерз»
До складу «Ліверпуля» приєднався 2015 року. У клубі переважно був третім воротарем, маючи регулярну ігрову практику лише в орендах: у «Віган Атлетік» восени 2016 року та в шотландському «Гіберніані» в сезоні 2018/19. Улітку 2019 залишив клуб як вільний агент, а в листопаді того ж року повернувся до «Гіберніана» на умовах повноцінного короткотермінового контракту.
Залишивши шотландський клуб влітку 2020 року, після чого повернувся на батьківщину, де приєднався до діючого чемпіона Угорщини «Ференцвароша».

## Виступи за збірні
Протягом 2007–2009 років залучався до складу молодіжної збірної Угорщини. На молодіжному рівні зіграв у 7 офіційних матчах.
2010 року дебютував в офіційних матчах у складі національної збірної Угорщини. Протягом шести років взяв участь у 20 матчах за національну команду, в яких пропустив 25 голів.

## Титули і досягнення
- Чемпіонат Угорщини (3):

«Ференцварош»: 2020-21, 2021-22, 2022-23
- Володар Кубка Угорщини (1):

«Ференцварош»: 2021-22
| Дата       | Місто            | Господарі  | Результат | Гості       | Турнір            | Голи | Примітки |
| ---------- | ---------------- | ---------- | --------- | ----------- | ----------------- | ---- | -------- |
| 3-6-2011   | Люксембург       | Люксембург | 0 – 1     | Угорщина    | товариський матч  | -    |          |
| 10-8-2011  | Будапешт         | Угорщина   | 4 – 0     | Ісландія    | товариський матч  | -    |          |
| 11-11-2011 | Будапешт         | Угорщина   | 5 – 0     | Ліхтенштейн | товариський матч  | -    | 81'      |
| 15-11-2011 | Познань          | Польща     | 2 – 1     | Угорщина    | товариський матч  | -2   |          |
| 29-2-2012  | Дьєр             | Угорщина   | 1 – 1     | Болгарія    | товариський матч  | -    | 85'      |
| 1-6-2012   | Прага            | Чехія      | 1 – 2     | Угорщина    | товариський матч  | -1   |          |
| 4-6-2012   | Будапешт         | Угорщина   | 0 – 0     | Ірландія    | товариський матч  | -    |          |
| 15-8-2012  | Будапешт         | Угорщина   | 1 – 1     | Ізраїль     | товариський матч  | -1   |          |
| 7-9-2012   | Андорра-ла-Велья | Андорра    | 0 – 5     | Угорщина    | Відбір до ЧС 2014 | -    |          |
| 11-9-2012  | Будапешт         | Угорщина   | 1 – 4     | Нідерланди  | Відбір до ЧС 2014 | -4   |          |
| 12-10-2012 | Таллінн          | Естонія    | 0 – 1     | Угорщина    | Відбір до ЧС 2014 | -    |          |
| 16-10-2012 | Будапешт         | Угорщина   | 3 – 1     | Туреччина   | Відбір до ЧС 2014 | -1   |          |
| 6-2-2013   | Анталія          | Угорщина   | 1 – 1     | Білорусь    | товариський матч  | -1   |          |
| 6-6-2013   | Дьєр             | Угорщина   | 1 – 0     | Кувейт      | товариський матч  | -    |          |
| 14-8-2013  | Будапешт         | Угорщина   | 1 – 1     | Чехія       | товариський матч  | -1   |          |
| 6-9-2013   | Бухарест         | Румунія    | 3 – 0     | Угорщина    | Відбір до ЧС 2014 | -3   |          |
| 10-9-2013  | Будапешт         | Угорщина   | 5 – 1     | Естонія     | Відбір до ЧС 2014 | -1   |          |
| 11-10-2013 | Амстердам        | Нідерланди | 8 – 1     | Угорщина    | Відбір до ЧС 2014 | -8   |          |
| 5-3-2014   | Дьєр             | Угорщина   | 1 – 2     | Фінляндія   | товариський матч  | -2   | 40'      |
| 26-3-2016  | Будапешт         | Угорщина   | 1 – 1     | Хорватія    | товариський матч  | -    | 46'      |
| Усього     |                  | Матчів     | 20        |             | Голів             | -25  |          |